# Parking (1985)
Parking is een Franse muziekfilm uit 1985 onder regie van Jacques Demy. Het scenario is losjes gebaseerd op de Griekse mythe van Orpheus en Eurydice.

## Verhaal
Orphée is een rockster die getrouwd is met de kunstenares Eurydice. Wanneer zij sterft aan een overdosis, wil Orphée haar terughalen uit de dood.

## Rolverdeling
| Acteur              | Personage         |
| ------------------- | ----------------- |
| Francis Huster      | Orphée            |
| Laurent Malet       | Calaïs            |
| Keiko Itô           | Eurydice          |
| Gérard Klein        | Aristée           |
| Marie-France Pisier | Claude Perséphone |
| Jean Marais         | Hadès             |
| Hugues Quester      | Caron             |
| Éva Darlan          | Dominique Daniel  |
| Annick Alane        | Lucienne          |
| Marion Game         | Kleedster         |
| Jean Amos           | Clément           |
| Gilles Cohen        | Man               |
| Odile Cohen         | Douanebeambte     |
| Daniel Dhubert      | Ober              |
| Patrick Fierry      | Douanebeambte     |